# Paolo Mauri
Paolo Mauri (Milano, 9 gennaio 1945 – Roma, 24 aprile 2022) è stato un critico letterario e giornalista italiano.

## Biografia
Laureatosi in Lettere all'Università la Sapienza di Roma con Natalino Sapegno e Alberto Asor Rosa, pubblicò a 26 anni il primo lavoro critico su Carlo Porta (Milano, Ceschina, 1971) e iniziò a poco più di trent'anni, nel 1977, a collaborare con La Repubblica, della cui pagina culturale fu responsabile. Accanto all'attività giornalistica continuò a coltivare quella di critico letterario con una lunga serie di monografie e di edizioni dedicate soprattutto agli "scrittori del nord" (Luigi Malerba, ancora Carlo Porta, Guido Gozzano, Ernesto Ragazzoni, Ottiero Ottieri, Enrico Filippini, Giovanni Comisso, ma anche di scrittori-pittori come Scipione, e Toti Scialoja. Inoltre diresse la rivista letteraria Il cavallo di Troia (1981-89). Tra i numerosi premi letterari vinti si ricordano il Premio Cesare Pavese nel 1998 e il Premio Viareggio nel 2007.

## Opere principali
- Luigi Malerba, Firenze, La Nuova Italia, 1977
- Processo a Madame Bovary (a cura di), con un'intervista a Luigi Malerba, Roma, Cooperativa scrittori, 1978
- Corpi estranei, Palermo, Sellerio, 1984
- "Una frase, un rigo appena": Racconti brevi e brevissimi (a cura di), Torino, Einaudi, 1994
- L'opera imminente: diario di un critico, Torino, Einaudi, 1998, Premio Brancati[2]
- Nord: scrittori in Piemonte, Lombardia e Liguria, Torino, Einaudi, 2000
- L'arte di leggere: aforismi sulla lettura (a cura di), Torino, Einaudi, 2007
- Buio, Torino, Einaudi, 2007